# Alexander Kerst
Alexander Kerst (23 de febrero de 1924 - 9 de diciembre de 2010) fue un actor de televisión y cine austriaco.

## Vida
Nació en Kralupy nad Vltavou, Checoslovaquia y murió en Munich, Alemania.

## Filmografía seleccionada[3]
| Año       | Título                                         | Papel                                      | Notas                             |
| --------- | ---------------------------------------------- | ------------------------------------------ | --------------------------------- |
| 1952      | Adventure in Vienna                            | Policía en la estación                     |                                   |
| 1953      | Flucht ins Schilf                              | Alexander Riss                             |                                   |
| 1954      | Daybreak                                       | Jochen Freyberg                            |                                   |
| 1955      | Island of the Dead                             | Dr. Henry Gordon                           |                                   |
| 1955      | Ciske de Rat                                   | Herr Freimuth                              |                                   |
| 1955      | Lost Child 312                                 | Achim Lenau                                |                                   |
| 1956      | Beichtgeheimnis                                | Fiscal                                     |                                   |
| 1956      | Das Abschiedsgeschenk                          | Frank Hunter                               |                                   |
| 1956      | Beloved Corinna                                | Dr. Suter                                  |                                   |
| 1957      | Der Stern von Afrika                           | Mayor Niemeyer                             |                                   |
| 1958      | Madeleine Tel. 13 62 11                        | Gert Kleiber - Arquitecto                  |                                   |
| 1959      | Stalingrad: Dogs, Do You Want to Live Forever? | Capellán de guerra Busch                   |                                   |
| 1959      | Glück und Liebe in Monaco                      | Editor en jefe                             |                                   |
| 1960      | My Schoolfriend                                | Capitán Sander                             |                                   |
| 1963      | Jack and Jenny                                 |                                            |                                   |
| 1964–1967 | Gewagtes Spiel                                 | Dr. Severin                                | Serie de televisión, 26 episodios |
| 1966      | Maigret and His Greatest Case                  | André Delfosse                             |                                   |
| 1967      | Kurzer Prozess                                 | Wolfert                                    |                                   |
| 1967      | Forty Eight Hours to Acapulco                  | Padre Gruner                               |                                   |
| 1971      | Das Messer                                     | Coronel Green                              | Miniserie de televisión           |
| 1975–1992 | Derrick                                        | Alfred Reimann / Friess / Stössl / Wegmann | Serie de televisión, 4 episodios  |
| 1980      | Why the UFOs Steal Our Lettuce                 | General estadounidense                     |                                   |
| 1983      | S.A.S. à San Salvador                          | David Wise                                 |                                   |
| 1985      | Mary Ward                                      | Cardenal Borgia                            |                                   |
| 1985      | The Holcroft Covenant                          | General Heinrich Clausen                   |                                   |
| 1988      | Geheime Reichssache                            | Werner von Blomberg                        | Película de televisión            |
| 1991      | Young Catherine                                | Prussian Ambassador                        | Película de televisión            |
| 1993      | Clara                                          | Heinrich Bartels                           | Miniserie de televisión           |